# برتن لین
برتن لین (انگلیسی: Burton Lane؛ ‏ ۲ فوریهٔ ۱۹۱۲ – ۵ ژانویهٔ ۱۹۹۷) ترانه‌سرا و آهنگساز اهل ایالات متحده آمریکا بود.
از فیلم‌ها یا مجموعه‌های تلویزیونی که وی در آن‌ها نقش داشته است، می‌توان به عروسی سلطنتی (۱۹۵۱) اشاره نمود.